# 巴利斯
巴利斯（加泰隆尼亞語發音：[baʎs]）是西班牙加泰罗尼亚塔拉戈纳省的一个市镇。总面积55平方公里，总人口20232人（2001年），人口密度368人/平方公里。